# 網干
網干（日语：／*/?）是日本兵庫縣中核市的姬路市的一個地區。該區總戶數11,553户，總人數29,295(2010)。該區成立於1946年。網干車站（JR西日本）和山陽網干站(山陽電鐵)位於該區。

## 地名

### 北部
- 網干區和久
- 網干區高田
- 網干區坂出
- 網干區福井
- 網干區田井
- 網干區宮內
- 網干區坂上
- 網干區津市場

### 南部
- 網干區大江島
- 網干區大江島古川町
- 網干區大江島寺前町
- 網干區垣內北町
- 網干區垣內東町
- 網干區垣內中町
- 網干區垣內本町
- 網干區垣內西町
- 網干區垣內南町
- 網干區余子濱
- 網干區北新在家
- 網干區新在家
- 網干區興濱
- 網干區濱田

## 企業
- 西芝電機